# Michaël Sanlaville
Michaël Sanlaville est un illustrateur et auteur de bande dessinée français, né à le 6 juillet 1982 à Lyon (Rhône). 

## Biographie
Formé à l'École Émile-Cohl, il travaille comme animateur/storyboardeur chez Xilam de 2006 à 2013. Il réalise alors notamment le pilote du projet de série animée Poungui la Racaille avec Bastien Vivès, lequel la décline en bande dessinée
. Son 1er album avec Bastien Vivès Hollywood Jan est bien accueilli par la critique.
C'est pendant cette période que Sanlaville dessine Rocher Rouge avec Éric Borg au scénario, puis Le Fléau vert dont il signe également le scénario. Il collabore également au magazine Fluide glacial depuis 2014.
Sur Lastman - entamée en 2013 avec Balak et Bastien Vivès, et dont il est dessinateur - il est distingué en 2015 par les prix de la meilleure série au 42e festival international de la bande dessinée d'Angoulême et le  festival italien Lucca Comics and Games, plus grand festival de BD européen.
Michaël Sanlaville se lance en 2018 dans une série d'adaptations des romans San Antonio de Frédéric Dard avec son éditeur Casterman. Gros lecteur adolescent de ces livres,  il signe début 2018 un premier tome San Antonio & les gones, avec un certain succès critique,. Il illustre par ailleurs les rééditions des ouvrages en pocket. Le deuxième tome, adaptation de Si ma tante en avait, sort en juin 2020, avec un nouveau bon accueil par la critique bd,,,,,.
En 2022, Sanlaville sort chez Glénat entame "Banana Sioule" : dans cette série rendant hommage aux shonen japonais, les jeunes héros évoluent dans une école de sioule, sport de balle sans règle lointain cousin du foot américain ; le livre bénéficie à nouveau d'un accueil critique positif,,. Le deuxième tome sort en janvier 2023,.

## Publications
- 2008 : Hollywood Jan, avec Bastien Vivès, KSTЯ  (ISBN 2203007508)
- 2009 : Rocher Rouge, avec Eric Borg, KSTЯ  (ISBN 978-2203016965)
- 2012 : Le Fléau vert, KSTЯ  (ISBN 978-2203041158)
- 2013 -2019: Lastman, KSTЯ, série écrite et dessinée avec Balak et Bastien Vivès (12 tomes, série terminée)
- San-Antonio, scénario, dessin et couleurs, d'après Frédéric Dard, Casterman
  1. San-Antonio chez les « gones », d'après le roman éponyme, mars 2018  (ISBN 978-2203124325)
  2. Si ma tante en avait, d'après le roman éponyme, juin 2020  (ISBN 978-2203172722)
- Banana Sioule,  Glénat :
  - 1. Héléna, 2022,   (ISBN 978-2344046173)
  - 2. Soni, 2023,  (ISBN 978-2344051740)